# Giengen
Giengen [gíengen] (izvirno nemško Giengen an der Brenz) je nemško mesto s približno 20.000 prebivalci v zvezni deželi Baden-Württemberg, ki leži ob reki Brenz.